# Понти (Империја)
Понти (итал. Ponti) је насеље у Италији у округу Империја, региону Лигурија.
Према процени из 2011. у насељу је живело 107 становника. Насеље се налази на надморској висини од 390 m.